# Daniel Vít Nastoupil z Šifenberka
Daniel Vít Nastoupil ze Schiffberku (další podoby jména Vít Daniel Nastoupil ze Šiftenberka, Nastaupil ze Štyffbergku apod., v latinské podobě Daniel Vitus Nastaupil de Ssiffenberg, † 21. listopadu 1665 v Praze) byl český šlechtic a římskokatolický duchovní, kazatel a titulární biskup.

## Působnost
V červnu 1649 se stal farářem ve staroměstském kostele Matky Boží před Týnem. V roce 1653 dokončil doktorské studium teologie a byl jmenován kanovníkem Metropolitní kapituly u sv. Víta a také nesídelním kanovníkem kolegitání kapituly ve Staré Boleslavi.
6. září 1663 se stal proboštem ve Staré Boleslavi a 28. listopadu 1664 byl jmenován sufragánem pražské arcidiecéze. 
Dne 15. prosince 1664 ho papež Alexandr VII. jmenoval titulárním biskupem konstantienským a světícím biskupem pražským. Biskupské svěcení přijal dne 31. května 1665 v katedrále sv. Víta, Václava a Vojtěcha v Praze. Hlavním světitelem byl pražský arcibiskup a kardinál Arnošt Vojtěch z Harrachu, spolusvětitely bylilitoměřický biskup Maxmilián Rudolf ze Schleinitz a královéhradecký biskup Matouš Ferdinand Sobek z Bílenberka.
Biskup Daniel Vít Nastoupil z Šifenberka zemřel 21. listopadu 1665 v Praze a byl pohřben v jezuitské kryptě kostela Nejsvětějšího Salvátora v areálu Klementina na Starém Městě pražském.